# Прапор Арканзасу
Прапор Арканзасу (англ. Flag of Arkansas) — один з символів американського штату Арканзас.
Прапор штату Арканзас являє собою червоне полотнище з розташованим в центрі білим ромбом (що символізує алмаз) з синьою смугою по периметру. На прапорі зображено 29 п'ятипроменевих зірок: 25 білих маленьких зірок у межах синьої смуги і чотири великих синіх зірки в алмазі. Напис «ARKANSAS» (з англ. Арканзас) синього кольору розташований всередині алмазу з однією зіркою над нею і трьома зірками під нею. Верхня зірка і дві крайні нижні зірки зображено променем вгору; нижня зірка — променем вниз.

## Символіка прапора
Елементи прапора мають складну символіку. Згідно з державним законом штату Арканзас про прапор (1987 рік), алмаз символізує статус Арканзаса як «єдиного штату США, який видобуває алмази» (Державний парк «Алмазний кратер» був єдиним на той момент місцем з родовищами алмазів у Північній Америці, пізніше їх знайшли в штатах Колорадо та Монтана). Двадцять п'ять білих зірок навколо алмаза вказують на те, що Арканзас був 25-м штатом, який приєднався до США. Синя зірка вище від надпису ARKANSAS символізує Конфедеративні Штати Америки, у склад яких входив Арканзас.
Три зірки розташовані нижче від надпису ARKANSAS мають три різних значення:
- Три країни володіли територією Арканзасу — Іспанія, Франція і США.
- Купівля урядом США Луїзіани (Нова Франція), з якої був пізніше виділений штат Арканзас, була підписана в 1803 році.
- Арканзас був третім штатом (після Луїзіани та Міссурі), сформованим з куплених земель Луїзіани.

## Історія прапора

Оригінальний проєкт прапора Віллі Каваног Хокер

Близько 1912 року, філія організації «Дочки Американської Революції» в Пайн-Блафф, бажаючи представити прапор штату для введення в дію лінкора «Арканзас», оголосила конкурс на його розробку. Прапор, розроблений Віллі Каваног Хокер, був обраний переможцем серед представлених шістдесяти п'яти проєктів. На відміну від нинішнього прапора він зображувався з трьома синіми зірками всередині алмаза і без надпису ARKANSAS. На вимогу комітету конкурсу, під головуванням Держсекретаря Ерла Ходджеса, Хокер додав надпис ARKANSASі перемістив зірки: одна на вершині і дві на основі алмаза. Цей прапор був прийнятий законодавчим органом 26 лютого 1913.
У 1923 році законодавчий орган додав четверту зірку, що символізує Конфедеративні Штати Америки. Вона була спочатку розміщена так, щоб дві зірки були розташовані вище від надпису  і дві нижче. Таке розташування зірок ставило Конфедерацію поруч з Іспанією, Францією, і Сполученими Штатами. Оскільки це порушило інші два значення трьох зірок, в 1924 році зірка Конфедерації була поміщена вище від надпису ARKANSAS і початкові три зірки нижче від неї, як це виглядає і зараз.